# Saltum
Saltum – miasto w Danii, w regionie Jutlandia Północna, w gminie Jammerbugt.